# Знак охорони авторського права
Знак охоро́ни а́вторського пра́ва (©) (Копірайт, англ. Copyright symbol) — елемент вихідних відомостей книжки або іншого інформаційного видання, де сповіщається про виключні права на дане видання конкретної особи чи організації, а також про період настання таких прав.
Цей знак складається з великої латинської літери С, обведеної колом (©), прізвища та ініціалів особи або назви організації, яка володіє правом на твір, та року першої публікації твору.
Використання символу описано Всесвітньою конвенцією про авторське право. Цей символ широко визнаний, але згідно з Бернською конвенцією він більше не є обов’язковим у більшості країн для затвердження нових авторських прав.
Знак охорони авторського права не створює додаткових прав, а лише повідомляє, що авторські права належать зазначеній особі чи організації (юридичній особі).

## США
Поправка 1954 року (розділ 17 Кодексу 1946) до закону поширила використання символу на будь-який опублікований твір, захищений авторським правом: символ був дозволений як альтернатива «Copyright» або «Copr.» у всіх повідомленнях про авторські права.
У Сполучених Штатах Закон про імплементацію Бернської конвенції 1988 року, який набув чинності 1 березня 1989 року, вилучив вимогу щодо символу авторського права із законодавства США про авторське право, але його наявність або відсутність має юридичне значення для творів, опублікованих до цієї дати.
Нині чинним є Copyright Term Extension Act 1998.

## Україна
В Україні копірайт регулюється ДСТУ 8299:2015.

## У таблицях кодування
Унаслідок того, що тривалий час символ авторського права був відсутній у друкарських машинках та в таблиці кодування ASCII, його стали позначати як (C)
У таблиці кодування Unicode цей символ присутній за кодом U+00A9 © COPYRIGHT SIGN (HTML &#169;⧼dot-separator⧽ &copy;). Unicode також має U+24B8 Ⓒ CIRCLED LATIN CAPITAL LETTER C та U+24D2 ⓒ CIRCLED LATIN SMALL LETTER C.
Вони іноді використовуються як заміна символу авторського права у випадках, коли фактичний символ авторського права не доступний у шрифті або в наборі символів, наприклад, у деяких корейських кодових сторінках.
У мові розмітки текстів HTML для позначення цього символу використовують послідовність &#169; або &copy;.
У системі MS Windows цей символ може бути введений шляхом натискання (без відпускання) Alt та послідовного натискання на цифровій клавіатурі 0 1 6 9. В системі Mac — через комбінацію клавіш ⌥ Option та g.